# Attentato al bus 823
L'attentato al bus 823 del Campo 80 fu un attentato suicida il 29 novembre 2001 su un autobus Egged nel nord di Israele. L'autobus, in viaggio da Nazareth a Tel Aviv, stava attraversando la città di Pardes Hanna-Karkur. Tre passeggeri rimasero uccisi nell'attacco e 9 feriti.
Sia Fatah che la Jihad islamica palestinese rivendicarono l'attacco.

## L'attacco
La sera di giovedì 29 novembre 2001, un militante palestinese si fece esplodere sul retro di un autobus Egged diretto da Nazareth a Tel Aviv. L'esplosione avvenne vicino a Pardes Hanna, dopo aver superato una base di addestramento delle forze di difesa israeliane. Tre persone furono uccise e 9 ferite, una in modo grave.
Sia la Jihad islamica palestinese che le Brigate Al-Aqsa di Fatah rivendicarono l'attacco.
Fonti sospettano che l'attentatore, identificato come Samer Abu Suleiman dal villaggio di Silat al-Khartiya in Cisgiordania da fonti del gruppo della Jihad islamica, si sia infiltrato in Israele vicino alla città araba di Umm al-Fahm dalla zona di Jenin.
A Jenin, circa 3000 palestinesi marciarono e celebrarono dopo l'attacco, secondo i testimoni. Cantarono "Sharon, prepara i sacchi per i cadaveri" riferendosi all'allora primo ministro israeliano Ariel Sharon.

### Vittime[5]
- Samuel Miloshevsky, 45 anni, di Herzliya;
- Yehiav Elshad, 28 anni, di Tel Aviv;
- Inbal Weiss, 22 anni, di Zikhron Ya'aqov.